# Stefan Schumacher
Stefan Schumacher (ur. 21 lipca 1981 w Ostfildern) – niemiecki kolarz szosowy, brązowy medalista mistrzostw świata, zawodnik grupy Team Gerolsteiner.

## Kariera
Pierwszy sukces w karierze osiągnął w 2004 roku, kiedy zwyciężył w belgijskim Druivenkoers Overijse. Rok później był najlepszy w Niedersachsen Rundfahrt i holenderskim Ster ZLM Toer. W 2006 roku zwyciężył w klasyfikacji generalnej Tour de Pologne, francuskiego Circuit de la Sarthe oraz Eneco Tour 2006. W 2007 roku był najlepszy w Amstel Gold Race i Bayern Rundfahrt, a w 2012 roku wygrał Tour de Serbie. W międzyczasie wystąpił na mistrzostwach świata w Stuttgarcie, gdzie w wyścigu ze startu wspólnego zajął trzecie miejsce. W zawodach tych wyprzedzili go jedynie Włoch Paolo Bettini oraz Rosjanin Aleksandr Kołobniew. Rok później wziął udział w igrzyskach olimpijskich w Pekinie, gdzie zajął trzynaste miejsce w jeździe indywidualnej na czas, a wyścigu ze startu wspólnego nie ukończył.

## Osiągnięcia
- 2005 – Dookoła Dolnej Saksonii, Dookoła Nadrenii, Ster Elektro Tour
- 2006 – Circuit de la Sarthe, etap Dookoła Saksonii, Eneco Tour, dwa etapy i klasyfikacja generalna Tour de Pologne
- 2007 – Amstel Gold Race, Bayern Rundfahrt, Brązowy medal podczas mistrzostw świata w kolarstwie szosowym ze startu wspólnego.
- 2008 – wygrany etap w Bayern Rundfahrt, zwycięstwo w dwóch etapach jazdy indywidualnej na czas: 4. etapie Tour de France (po którym objął pozycję lidera w klasyfikacji generalnej) i 20.
- 2013 – 3. miejsce w mistrzostwach Niemiec (jazda indywidualna na czas)

## Podejrzenia o doping
W roku 2007 po mistrzostwach świata w Stuttgarcie u Schumacher miał odbiegające od normy wyniki badania krwi, wytłumaczył to jednak przebytą biegunką. Na początku października tego samego roku badanie krwi po wypadku samochodowym stwierdziło u niego ślady amfetaminy.
Po starcie Schumachera w Tour de France 2008 próbka jego krwi wraz z około 30 innymi trafiła we wrześniu 2008 do dodatkowych badań na obecność leku Cera, wykrytego wcześniej na tym samym wyścigu u Riccardo Riccò. Testy dały wynik pozytywny. Zarówno grupa Schumachera, Gerolsteiner, jak i niemiecka federacja kolarska zapowiedziały podjęcie kroków prawnych przeciwko zawodnikowi, natomiast grupa Quick-Step zapowiedziała, że chce zrezygnować z podpisanego z nim na rok 2009 kontraktu.
W marcu 2009 został zdyskwalifikowany przez Międzynarodową Unią Kolarską (UCI) na dwa lata za stosowanie dopingu.